# Karen Coffee Company Ltd.
Karen Coffee Company Ltd. er navnet på det familieaktieselskab, der officielt ejede Karen Blixens kaffefarm i Britisk Østafrika (omdøbt til Kenya i 1919). Desuden var formanden for bestyrelsen hendes onkel, Aage Westenholz, indtil farmen gik konkurs i 1931. Aktieselskabet er, som mange tror, ikke opkaldt efter Karen Blixen, men hendes kusine, Aage Westenholz egen datter, Karen Westenholz.